# Льнянка меловая
Льня́нка мелова́я (лат. Lināria cretācea) — травянистое многолетнее растение, вид рода Льнянка; сейчас этот род относят к семейству Подорожниковые (Plantaginaceae), но ранее помещали в семейства Норичниковые (Scrophulariaceae) или Верониковые (Veronicaceae). Включена в Красные книги Украины и Казахстана.

## Ареал и среда обитания
Реликтовый вид, восточнопричерноморский эндемик. Вне России произрастает на востоке Украины в бассейне Северского Донца, на западе Казахстана, на территории России — в Белгородской, Воронежской, Саратовской, Ростовской и Волгоградской областях.
Растёт на мелу, как правило, на склонах южной экспозиции, на участках, не занятых другими сильно разрастающимися видами.

## Описание
Многолетнее травянистое корнеотпрысковое растение. Цвет — сизо-зелёный. Высота от 10 до 30 см, с бесплодными побегами при основании стебля.
Нижние листья по три — четыре в мутовках, округло- и продолговато-яйцевидные, сизые.
Цветки жёлтые со шпорцем длиной до 7 мм, собраны в рыхлое короткое соцветие. Цветение — июнь — июль.
Размножается семенами и вегетативно.

## Охрана
Помимо национальных Красных книг, включена в Красные книги следующих субъектов России: Белгородская область, Воронежская область, Ростовская область, Саратовская область.